# Good-bye days
《Good-bye days》是日本唱作女歌手YUI的第五張單曲碟，於2006年6月14日所推出的單曲碟。
本單曲碟為配合電影《太陽之歌》，以「YUI for 雨音薫」的名義推出。這是首張由 STUDIOSEVEN Recordings 發行的單曲碟。簡介：實力創作女新人YUI去年以一曲「feel my soul」而備受注目。歌而優則演的她將會首次主演電影，與塚本高史合演純愛電影《太陽之歌》。電影講述患有著色性乾皮症（Xeroderma Pigmentosum，簡稱XP），不能被陽光照射的少女雨音薰與陽光男孩的愛情故事。由YUI主唱的主題曲《Good-bye days》的歌詞更是在她拍攝時以電影的內容寫下的。
大碟另收錄電影插曲《Skyline》和《It's Happy Line》。

## 收錄歌曲
1. Good-bye days
作詞・作曲：YUI　編曲：Akihisa Matsuura
  - YUI參演的電影「太陽之歌」之主題曲，另收錄於第二張專輯「CAN'T BUY MY LOVE」。
2. Skyline
作詞・作曲：YUI　編曲：Akihisa Matsuura
  - YUI為「太陽之歌」創作的插入歌曲。
3. It's happy line
作詞・作曲：YUI　編曲：鈴木Daichi秀行（日语：鈴木Daichi秀行）
  - 收錄於首張獨立單曲「It's happy line/I know」。由於只曾在九州作限量發售，便響應歌迷請求重新收錄在此單曲中。
4. Good-bye days～Instrumental～

## 銷售紀錄
- 累積發售量：241,873
- Oricon最高排名：第3名
- Oricon上榜次數：44次

| 發行          | 排行榜      | 最高位 | 總銷量  |
| ------------- | ----------- | ------ | ------- |
| 2006年6月14日 | Oricon 日榜 | 1      |         |
| 2006年6月14日 | Oricon 週榜 | 3      | 226,155 |
| 2006年6月14日 | Oricon 年榜 | 36     | 241,873 |

## 資料來源
1. ↑  .   [2008-01-08]. （原始内容存档于2014-10-07）.